# Ornitorrínquids
Els ornitorrínquids (Ornithorhynchidae) són una de les dues famílies supervivents de l'ordre dels monotremes, i conté l'ornitorrinc i diverses espècies extintes. Dins dels ornitorrínquids hi ha tres gèneres: Dharragarra, Obdurodon i Ornithorhynchus, dels quals només aquest últim és vivent.